# Vienna (Missouri)
Pour les articles homonymes, voir Vienna.
La ville de Vienna est le siège du comté de Maries, situé dans l'État du Missouri, aux États-Unis. Sa population s’élevait à 610 habitants lors du recensement de 2010, estimée à 591 habitants en 2016.

## Histoire
Vienna est devenue le siège du comté en 1855. Elle porte le nom de Vienne, la capitale de l'Autriche.